# Староковыляйское сельское поселение
Староковыляйское се́льское поселе́ние — упразднённое муниципальное образование в Темниковском районе Мордовии Российской Федерации.
Административный центр — село Старый Ковыляй.

## История
Образовано в 2005 году в границах сельсовета.
Законом от 19 мая 2020 года, в июне 2020 года были упразднены Староковыляйское и Урейское сельские поселения и одноимённые им сельсоветы (населённые пункты включены в Пурдошанское сельское поселение и одноимённый ему сельсовет).

## Население
| 2002 | 2010 | 2012 | 2013 | 2014 | 2015 | 2016 |
| ---- | ---- | ---- | ---- | ---- | ---- | ---- |
| 491  | ↘409 | ↘393 | ↘375 | ↘358 | ↘343 | ↘317 |
| 2017 | 2018 | 2019 | 2020 |      |      |      |
| ↘296 | ↗298 | ↘281 | ↗283 |      |      |      |

## Состав сельского поселения
| № | Населённый пункт | Тип населённого пункта | Население |
| - | ---------------- | ---------------------- | --------- |
| 1 | Армеевка         | деревня                | ↘26       |
| 2 | Буртасы          | село                   | ↘13       |
| 3 | Нижние Борки     | деревня                | ↘138      |
| 4 | Рощино           | село                   | ↘22       |
| 5 | Старый Ковыляй   | село                   | ↘210      |